# Portenschlagiella ramosissima
Espèce
Portenschlagiella ramosissima est une espèce de plantes à fleurs de la famille des Apiacées. C'est une plante herbacée.